# Seguin
Seguin [sᵻˈɡiːn] ist eine US-amerikanische Kleinstadt im texanischen Guadalupe County und gleichzeitig Sitz der Countyverwaltung (County Seat). Das U.S. Census Bureau hat bei der Volkszählung 2020 eine Einwohnerzahl von 29.433 ermittelt.

## Geschichte
Gegründet wurde Seguin im Jahre 1838 unter dem Namen Walnut Springs. 1839 wurde sie zu Ehren von Juan N. Seguin umbenannt. Seguin liegt 55 Kilometer nordöstlich von San Antonio und ist der Verwaltungssitz des Guadalupe Countys. Seit 1995 pflegt Seguin eine Städtefreundschaft zu Vechta. Weitere Städtefreundschaften bestehen mit San Nicolás de los Garza, Nuevo Leon, Mexiko und zu Millicent, South Australia.

## Partnerstädte
- Vechta, Deutschland

## Söhne und Töchter der Stadt
- Roland Walter Schmitt (1923–2017), Physiker und Forschungsmanager
- Wayne Smith (1932–2024), Diplomat, Hochschullehrer und Autor
- Elroy Dietzel (1936–1990), Rockabilly-Musiker
- Nanci Griffith (1953–2021), Country- und Folksängerin und Songschreiberin